# 琼梅
琼梅（学名：Meyna hainanensis）为茜草科琼梅属下的一个种。其种加词“hainanensis”意为“海南的”。
现接受名为琼梅（Canthium hainanense (Merr.) Lantz, 2011）。